# Rànids
Els rànids (Ranidae) són una família de granotes del subordre dels neobatracis que ocupa tota la Terra llevat d'Austràlia i de l'Antàrtida.

## Característiques
- La cintura pectoral és firmisterna, és a dir, amb els ossos epicoracoïdals soldats i, per tant, fixa.
- Les mandíbules són dentades, la pupil·la horitzontal i l'amplexus axil·lar.
- Molt variables tant per la mida com per la forma de vida.
- Tenen les potes posteriors molt desenvolupades i proveïdes d'una gran membrana interdigital que denuncia els seus costums aquàtics.

## Evolució
Els Ranidae estan relacionats amb diverses altres famílies de granotes que tenen orígens eurasiàtics i indis, incloent Rhacophoridae, Dicroglossidae, Nyctibatrachidae, Micrixalidae, i Ranixalidae. Es creu que estan més estretament relacionats amb els Nyctibatrachidae, endèmics de l'Índia, dels quals van divergir a principis de l'Eocè. Tanmateix, altres estudis recuperen una relació més estreta amb els Dicroglossidae.
Abans es pensava que els Ranidae i els seus parents més propers eren originaris de Gondwana, havent evolucionat a l'Índia Insular durant el Cretaci. Aleshores es limitaven completament al subcontinent indi fins a finals de l'Eocè, quan l'Índia va xocar amb Àsia, permetent als rànids colonitzar Euràsia i, finalment, la resta del món. Tanmateix, estudis més recents proposen que els Ranidae es van originar a Euràsia, i la seva estreta relació amb els llinatges de granotes endèmics de l'Índia es deu als llinatges que van colonitzar l'Índia des d'Euràsia durant el Paleogen.

## Gèneres
- Afrana (Dubois, 1992)
- Allopaa (Ohler & Dubois, 2006)
- Amietia (Dubois, 1987)
- Amnirana (Dubois, 1992)
- Amolops (Cope, 1865)
- Anhydrophryne (Hewitt, 1919)
- Arthroleptella (Hewitt, 1926)
- Arthroleptides (Nieden, 1911)
- Aubria (Boulenger, 1917)
- Batrachylodes (Boulenger, 1887)
- Cacosternum (Boulenger, 1887)
- Ceratobatrachus (Boulenger, 1884)
- Chaparana (Bourret, 1939)
- Chrysopaa (Ohler & Dubois, 2006)
- Clinotarsus - separat recentment del gènere Rana
- Conraua (Nieden, 1908)
- Dimorphognathus (Boulenger, 1906)
- Discodeles (Boulenger, 1918)
- Ericabatrachus (Largen, 1991)
- Euphlyctis (Fitzinger, 1843)
- Fejervarya (Bolkay, 1915)
- Glandirana - separat recentment del gènere Rana
- Hildebrandtia (Nieden, 1907)
- Hoplobatrachus (Peters, 1863)
- Huia (Yang, 1991)
- Hydrophylax - separat recentment del gènere Rana
- Indirana (Laurent, 1986)
- Ingerana (Dubois, 1987)
- Lankanectes (Dubois & Ohler, 2001)
- Lanzarana (Clarke, 1982)
- Limnonectes (Fitzinger, 1843)
- Meristogenys (Yang, 1991)
- Micrixalus (Boulenger, 1888)
- Microbatrachella (Hewitt, 1926)
- Minervarya (Dubois, Ohler & Biju, 2001)
- Nannophrys (Günther, 1869)
- Nanorana (Günther, 1896)
- Natalobatrachus (Hewitt and Methuen, 1912)
- Nothophryne (Poynton, 1963)
- Nyctibatrachus (Boulenger, 1882)
- Occidozyga (Kuhl & Hasselt, 1822)
- Paa (Dubois, 1975)
- Palmatorappia (Ahl, 1927)
- Pelophylax - separat recentment del gènere Rana
- Petropedetes (Reichenow, 1874)
- Phrynobatrachus (Günther, 1862)
- Phrynodon (Parker, 1935)
- Platymantis (Günther, 1858)
- Pseudoamolops (Jiang, Fei, Ye, Zeng, Zhen, Xie & Chen, 1997)
- Poyntonia (Channing and Boycott, 1989)
- Pterorana (Kiyasetuo & Khare, 1986)
- Ptychadena (Boulenger, 1917)
- Pyxicephalus (Tschudi, 1838)
- Rana (Linnaeus, 1758)
- Sphaerotheca (Günther, 1859)
- Staurois (Cope, 1865)
- Strongylopus (Tschudi, 1838)
- Sylvirana - separat recentment del gènere Rana
- Tomopterna (Duméril & Bibron, 1841)
- Wurana (Li, Lu & Lu 2006)